# Winterlandschap, Gezicht op Kleef
Winterlandschap, Gezicht op Kleef is een schilderij van de Nederlandse kunstschilder Barend Cornelis Koekkoek, gemaakt in 1839, klein formaat, 38 × 54 centimeter groot. Het toont een winterlandschap bij ondergaande zon, met in de verte een stad, geschilderd in de stijl van de romantiek. Het werk bevindt zich sinds 1961 in de collectie van het Groninger Museum en werd indertijd verworven uit particulier bezit met steun van de Vereniging Rembrandt.

## Context
Koekkoek verhuisde in 1834 met zijn vrouw naar het Duitse stadje Kleef, net over de grens bij Nijmegen, nabij het stroomgebied van de Rijn. Met name in de zomers reisde hij vaak verder Duitsland in om er weidse gezichten te schilderen in het laaggebergte. Voor zijn winterlandschappen echter greep hij doorgaans terug op het vlakke Hollandse of het Beneden-Rijnse landschap. In 1841 schreef hij hierover: "Zeker, het levert geen rotsen, watervallen, hoge bergen en romantische dalen op. Een trotse, verhevene natuur is er niet aanwezig. Nochtans biedt het ons schoonheden aan die in andere landen zelden te vinden zijn". In het hier besproken Winterlandschap is bij uitstek te zien wat hij daarmee bedoelde, ook al is Kleef dan net geen Nederland meer.

## Afbeelding
Winterlandschap, Gezicht op Kleef is, zoals veel van Koekkoeks werken, sterk beïnvloed door de Duitse landschapsromantiek. De beleving van de natuur staat centraal. Het werk roept vooral een melancholische stemming op, versterkt door de ondergaande zon. De sfeer is ingetogen, heeft iets weemoedigs, maar tevens iets bovennatuurlijks, zoals dat ook wel herkenbaar is in het werk van Caspar David Friedrich.
Koekkoek voorziet zijn werk ruimschoots van een anekdotische stoffage, goeddeels aangebracht toen het schilderij al bijna klaar was. Rechts schildert hij een zandweg met een paard, een wagen en enkele mannen. Ook op het bevroren vaartje zien we figuren en een hond. De perspectivische opzet en belijningen zijn goed doordacht. De voorgrond, met de kalende boom, is scherp en gedetailleerd uitgewerkt, het middenstuk met de kerken is al vager, de avondgloed bestaat enkel uit kleur en licht, afgewisseld door wat wolken in dezelfde schijn. Door alle elementen te lijnen richting de eindeloze gloed in de verte, boven de horizon van de stad, krijgt de compositie een bijzondere ruimte- en dieptewerking. Uiteindelijk creëert de kunstenaar zo een sterk atmosferische effect, waardoor het op zich vrij doodse landschap iets verhevens lijkt te krijgen.
Typisch voor de Nederlandse romantiek, en zich daarin onderscheidend van de Duitse romantiek, is de realistische uitwerking van het tafereel, mede onder invloed van de zeventiende-eeuwse Hollandse landschapschilderkunst. Ook Koekkoek was in de grond een realistisch schilder. Dat laat onverlet dat het hier besproken winterlandschap geen natuurgetrouwe weergave is van een welbepaalde plek, in dit geval nabij Kleef, zoals de titel suggereert. Van Koekkoek is bekend dat hij zijn landschappen altijd zelf ensceneerde, doorgaans op basis van eerder gemaakte schetsen. Daarbij voegde hij dan elementen van meerdere locaties samen, in dit geval onder andere van Nijmegen en Kleef, waar hij toen woonde.